# Шеније Шанже
Шеније Шанже (фр. Chenillé-Changé) насеље је и општина у западној Француској у региону Лоара, у департману Мен и Лоара која припада префектури Сегре.
По подацима из 2011. године у општини је живело 148 становника, а густина насељености је износила 27,92 становника/km². Општина се простире на површини од 5,3 km². Налази се на средњој надморској висини од 23 метара (максималној 72 m, а минималној 17 m).

## Демографија
| 1962. | 1968. | 1975. | 1982. | 1990. | 1999. | 2011. |
| ----- | ----- | ----- | ----- | ----- | ----- | ----- |
| 197   | 170   | 155   | 153   | 150   | 148   | 148   |

График промене броја становника у току последњих година